# Oberkappel
Oberkappel est une municipalité en Haute-Autriche, située dans le district de Rohrbach. La commune compte environ 800 habitants.

## Géographie
Oberkappel a une superficie de 12 km². La commune est située dans le nord de l'état de Haute-Autriche, à l'extrême nord de l'Autriche. Oberkappel est une commune limitrophe avec l'Allemagne. Elle est également située à moins de 30 kilomètres de la frontière avec la République tchèque.

## Sports et loisirs
Les itinéraires pédestres européens E8 et E10 traversent cet endroit. L'E8 va de l'Irlande via, entre autres, les Pays-Bas (appelés Oeverloperpad et Lingepad aux Pays-Bas) à travers l'Allemagne, le nord de l'Autriche et la Slovaquie jusqu'aux frontières de la Pologne et de l'Ukraine, et comprend également une section en Bulgarie, avec la future cible Istanbul en Turquie. L'E10 vient de Laponie et traverse la Finlande, l'ex-RDA, la République tchèque et l'Autriche jusqu'à Bozen/Bolzano dans le nord de l'Italie ; Il est prévu d'étendre la route via la France et la côte est espagnole jusqu'à Gibraltar.

## Histoire
L'endroit était à l'origine dans le Hochstift Passau. Selon le registre foncier de Rannariedl en 1581, Oberkappel appartenait à la paroisse Wegscheid. En 1783 elle devint indépendante en tant que paroisse. Lors de la sécularisation de 1803, la place avec la majeure partie de la zone Hochstiftischen est passée sous la responsabilité de l'archiduc Ferdinand de Toscane et de son électorat de Salzbourg. La commune est ensuite devenue partie intégrante de la Bavière en 1805. Oberkappel appartient à la Haute-Autriche depuis 1814 et est depuis une ville frontalière avec la Bavière.
Après l'annexion de l'Autriche au Troisième Reich en 1938, le lieu appartenait aux Gau Oberdonau. Pendant la Seconde Guerre mondiale Oberkappel était le lieu où les troupes alliées sont entrées pour la première fois sur le territoire autrichien. Après 1945, la commune est redevenue une partie de la Haute-Autriche.
Aujourd'hui, Oberkappel est une petite ville touristique.[réf. nécessaire]

## Oberkappellers connus
- Franz R. Friedl (1892-1977), compositeur